# Janthinidae
Os Janthinidae (nomeados, em inglês, janthinas ou purple snails -pl.) são uma categoria taxonômica que perdurou durante o século XX e que ainda está presente na obra Classification and Nomenclator of Gastropod Families (publicada por Bouchet & Rocroi, em 2005); constituindo-se em uma família, agora obsoleta e transferida para os Epitoniidae, de moluscos gastrópodes marinhos da zona epipelágica ou nêuston e que se alimentam de Cnidaria dos gêneros Physalia, Porpita, Velella, ou de Minyadidae flutuantes, sendo classificada por Jean-Baptiste de Lamarck, em 1822, e pertencente à subclasse Caenogastropoda. Sua distribuição geográfica abrange principalmente os oceanos tropicais da Terra. Aproximadamente 8 espécies estiveram posicionadas na família Janthinidae, com apenas dois gêneros descritos. A inclusão entre os Epitoniidae ocorreu no ano de 2017, no texto de A. G. Beuː "Evolution of Janthina and Recluzia", publicado em Records of the Australian Museum. 69(3), páginas 119-222.

## Descrição e hábitos
Suas conchas leves, compostas quase que inteiramente por calcita, se assemelham às de certos moluscos terrestres e não apresentam opérculo, sendo finas e frágeis, globosas e com espiral baixa, muitas vezes coletadas com seu lábio externo danificado. No gênero Janthina elas são em tons violáceos e em Recluzia suas tonalidades são castanhas. A superfície da concha pode apresentar fina escultura de crescimento ou linhas em espiral, geralmente pouco aparentes.

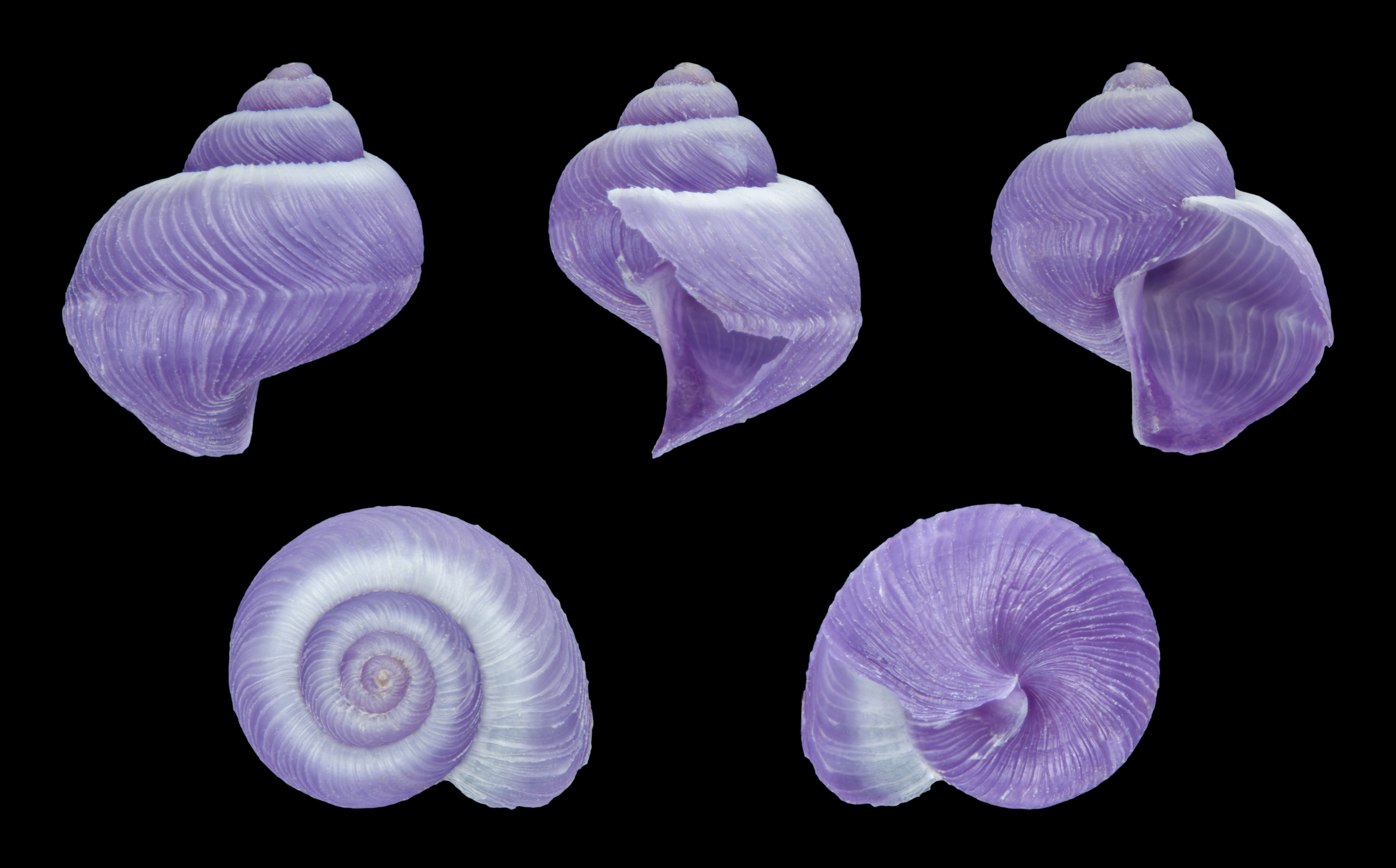
Cinco vistas da concha de Janthina exigua Lamarck, 1816, uma espécie espalhada por todos os mares tropicais da Terra.

Os moluscos da obsoleta família Janthinidae não possuem visão e não podem viver desconectados de seus flutuadores; fixos por seus pés e com a abertura da concha para cima, estando à mercê de ventos e correntes marinhas, na superfície das ondas, para o seu deslocamento. Tais flutuadores são constituídos por uma bolsa de bolhas de ar formadas por muco endurecido e secretado pelo animal. Tais bolsas também contém seus ovos, mantidos em cápsulas presas à parte inferior do flutuador das fêmeas e liberados como larvas que nadam livremente. Os indivíduos são protândricos; iniciam suas vidas como machos e posteriormente se tornam fêmeas. Quando são alvo de predação eles podem soltar uma substância de coloração arroxeada para a sua defesa.

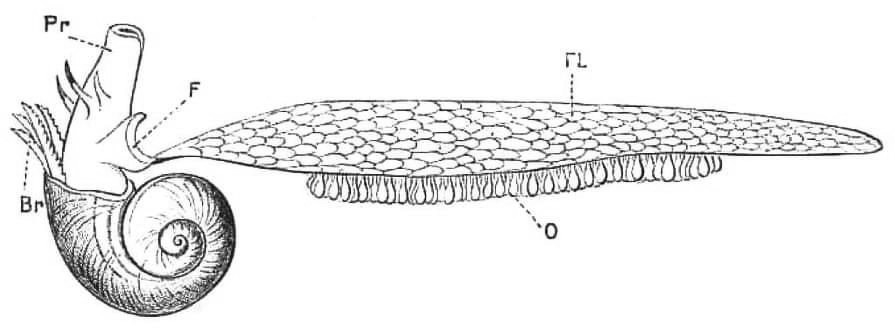
Ilustração de Janthina janthina (Linnaeus, 1758)[1] com o animal ("FL": flutuador; "O": ovos; "Pr": probóscide; "Br": brânquias; "F": pé); retirada de Molluscs, Cambridge Natural History, v.3 (1895).

## Classificação deJanthinidae: gêneros e sinonímia
Sinonímia de acordo com o World Register of Marine Species.
- Janthina Röding, 1798[4][11][13]

Sinonímiaː
Ianthina
Ianthina (Iodina) Mörch, 1860
Achates Gistel, 1848
Ametistina Schinz, 1825
Iodes Mörch, 1860
Iodina Mörch, 1860
Janthina (Achates) Gistel, 1848
Janthina (Iodes) Mörch, 1860
Janthina (Iodina) Mörch, 1860
Janthinus Montfort, 1810
Violetta Iredale, 1929
Jantina (sic)
- Recluzia Petit de la Saussaye, 1853[4][11][14]

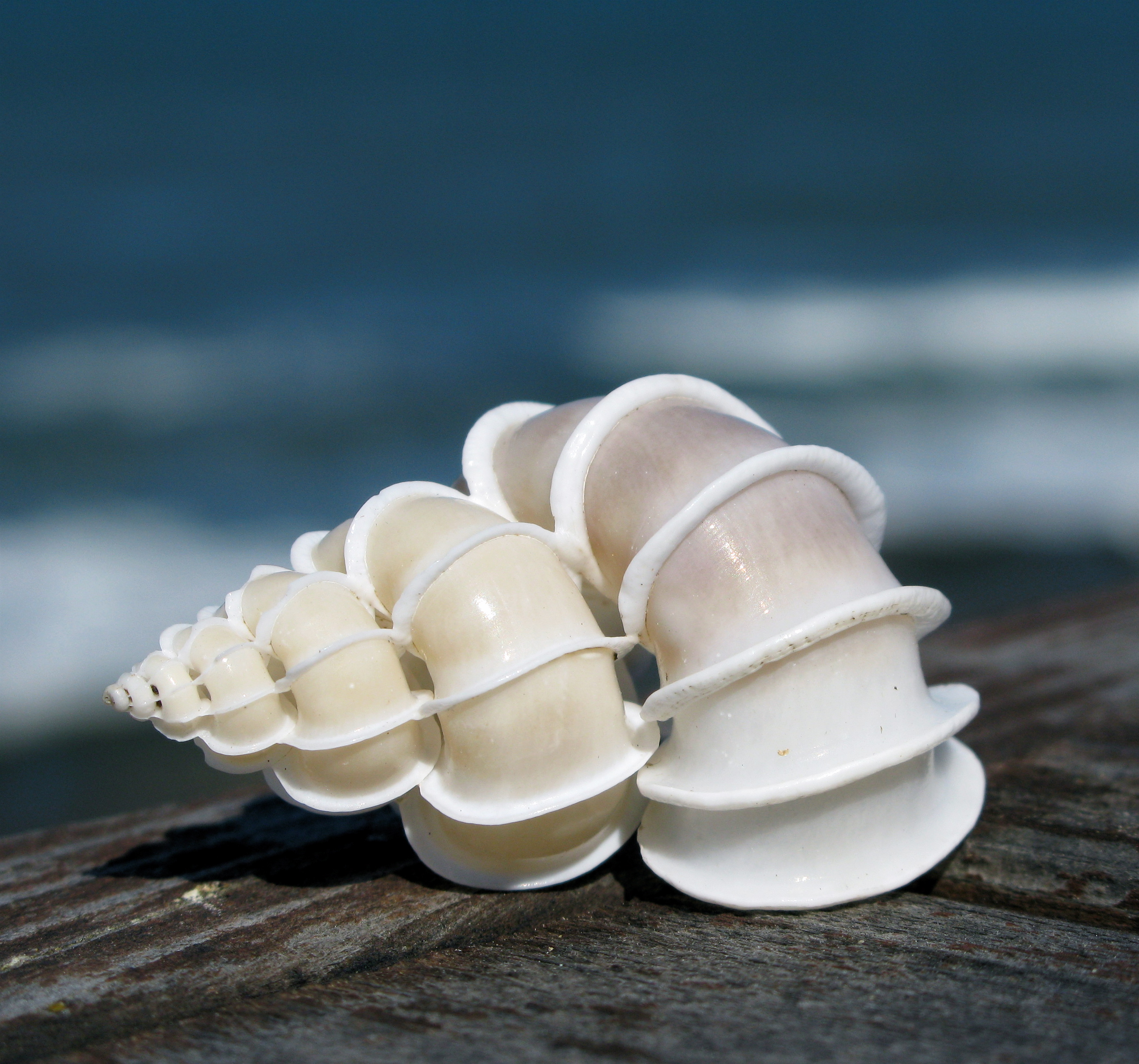
Vista lateral da concha de Epitonium scalare (Linnaeus, 1758).[15] Os moluscos da família Janthinidae foram transferidos para a família Epitoniidae, em 2017, por A. G. Beu.